# 이네촌
이네촌(일본어: 伊根村)은 일본 교토부 요사군에 있던 촌이다.

## 역사
- 1889년 4월 1일 - 정촌제 시행에 의해 3촌의 구역을 가지고 성립하였다.
- 1954년 11월 3일 - 아사즈마촌, 혼조촌, 쓰쓰카와촌과 합병해, 이네정이 성립, 동일 이네촌은 폐지되었다.

## 참고문헌
- 角川日本地名大辞典 26 京都府